# Light After Dark
Singles
1. Ain't Nobody
Sortie : 17 octobre 2010
2. The Last Dance
Sortie : 20 février 2011
3. The Shield and the Sword
Sortie : 9 mai 2011

Light After Dark est le premier album de la chanteuse britannique Clare Maguire. Il est sorti le 24 février 2011 au Royaume-Uni.

## Liste des pistes
| 1.  | Are You Ready? (intro)   | Clare Maguire, Fraser T. Smith                              | 0:59 |
| 2.  | The Shield and the Sword | Clare Maguire, Fraser T. Smith                              | 3:32 |
| 3.  | The Last Dance           | Clare Maguire, Fraser T. Smith                              | 3:34 |
| 4.  | Freedom                  | Christian "Crada" Kalla, Kassa Alexander, Victoria Akintola | 3:21 |
| 5.  | I Surrender              | Clare Maguire, Fraser T. Smith                              | 3:45 |
| 6.  | Bullet                   | Clare Maguire, Fraser T. Smith                              | 3:28 |
| 7.  | The Happiest Pretenders  | Clare Maguire, Fraser T. Smith                              | 3:56 |
| 8.  | Sweet Lie                | Clare Maguire, Fraser T. Smith                              | 3:56 |
| 9.  | Break These Chains       | Clare Maguire, Fraser T. Smith                              | 3:34 |
| 10. | You're Electric          | Clare Maguire, Fraser T. Smith                              | 3:57 |
| 11. | Ain't Nobody             | Clare Maguire, Fraser T. Smith                              | 3:56 |
| 12. | Light After Dark         | Clare Maguire, Fraser T. Smith                              | 3:58 |
| 13. | This Is Not the End      | Clare Maguire, Fraser T. Smith                              | 3:21 |

| 14. | Lucky                                    | Clare Maguire, Fraser T. Smith | 3:34 |
| 15. | Burn                                     | Clare Maguire, Starsmith       | 4:02 |
| 16. | Ain't Nobody [Breakage's Suck It Up Mix] | Clare Maguire, Fraser T. Smith | 4:58 |
| 17. | Ain't Nobody (vidéoclip)                 | Clare Maguire, Fraser T. Smith | 4:01 |
| 18. | The Last Dance (vidéoclip)               | Clare Maguire, Fraser T. Smith | 3:42 |